# El Ángel
El Ángel és una pel·lícula biogràfica de crim i drama coproduïda entre Argentina i Espanya i estrenada el 9 d'agost de 2018. El film està inspirat en la vida de Carlos Robledo Puch, un assassí argentí que amb només 20 anys va ser condemnat a cadena perpètua. La cinta va ser guionada i dirigida per Luis Ortega i és protagonitzada per Lorenzo Ferro com Robledo Puch, acompanyat per Chino Darín, Daniel Fanego, Cecilia Roth, Mercedes Morán i Peter Lanzani.
La pel·lícula va ser seleccionada per a participar al 71è Festival Internacional de Cinema de Canes en la secció Un Certain Regard.
El film va ser triat per a representar a l'Argentina en la 91a edició dels Premis Oscar en la categoria Millor pel·lícula de parla no anglesa, però no va ser nominat.

## Sinopsi
Carlos és un adolescent de rostre angelical de disset anys a qui ningú pot resistir. Obté tot el que vol. A l'escola secundària coneix a Ramón i junts formen un duo perillosament encantador. Emprenen un camí de robatoris i mentides, i ràpidament matar es converteix en una manera de comunicar.
El Ángel està inspirada en la vida de Carlos Eduardo Robledo Puch, l'assassí múltiple més famós de la història criminal argentina. “L'àngel negre” o “L'àngel de la mort”, com va ser sobrenomenat en el seu moment, va cometre més d'una desena d'assassinats i múltiples robatoris a principis de la dècada dels 1970, en vespres de complir tan sols vint anys. El cas d'aquest jove va commocionar a la societat d'aquella època. Va ser detingut en 1972, jutjat i condemnat a reclusió perpètua.

## Repartiment
- Lorenzo Ferro com Carlos Robledo Puch.
- Chino Darín com Ramón Peralta, inspirat en Jorge Ibáñez, soci en alguns crims de Robledo Puch.
- Mercedes Morán com Ana María Peralta, mare de Ramón.
- Daniel Fanego com José Peralta, pare de Ramón.
- Luis Gnecco com Héctor Robledo Puch, inspirat en Víctor Robledo Puch, pare de Carlos.
- Cecilia Roth com Aurora Robledo Puch, inspirada en Josefa Aída Habendak, mare de Robledo Puch.
- Peter Lanzani com Miguel Prieto, inspirat en Héctor Somoza, soci en els últims robatoris i assassinats de Robledo Puch.
- Malena Villa com Marisol / Magdalena, germanes bessones que alhora eren parella de Carlos i Ramón, respectivament.

## Producció

### Rodatge i estrena
La pel·lícula va ser rodada en diferents parts de la Ciutat de Buenos Aires.
Es va estrenar l'11 de maig de 2018 en el Festival de Canes, on va ser nominada al Queer Palm i en el segment Un Certain Regard. A l'Argentina va ser estrenada en cinemes a partir del 9 d'agost del mateix any, i aquesta mateixa data també es va projectar en cinemes de Mèxic i Uruguai.

## Música
La següent és una llista de cançons de la pel·lícula:
- "El extraño de pelo largo", interpretada per La joven guardia
- "Cada día somos más", interpretada per Billy Bond y La Pesada del Rock and Roll
- "Llegará la paz", interpretada per Pappo's Blues
- "No tengo edad", interpretada per Gigliola Cinquetti
- "In Vienna", interpretada per Moondog
- "La chica de la boutique", interpretada per Heleno
- "Corazón contento", interpretada per Palito Ortega
- "Mi tristeza es mía y nada más", interpretada per Leonardo Favio
- "Single Foot", interpretada per Moondog
- "La casa del sol naciente", interpretada per Palito Ortega
- "Milonga del ángel", interpretada per Ástor Piazzolla

## Recepció

### Crítica
Segons Todas las críticas, lloc web que recopila ressenyes de crítics especialitzats de l'Argentina, la pel·lícula té una qualificació de [78] 78 sobre 100, la mitjana de la qual es deriva de 73 crítiques, de les que el 97% van ser positives.

### Rendiment comercial
La pel·lícula va aconseguir el llançament en la major quantitat de sales de cinema en la història del cinema argentí fins a aquest moment. La distribuïdora va aconseguir un llançament en 355 sales de tot el país. El rècord es trencaria un any més tard amb l'estrena de La odisea de los giles, de Sebastián Borensztein, amb una estrena de més de 480 sales.
En el seu primer cap de setmana en cartell, la pel·lícula es va posicionar en el primer lloc de les més vistes, aconseguint així el segon número u per al cinema argentí el 2018, amb un aproximat de 320.000 entrades venudes. En el seu segon cap de setmana la cinta va repetir el primer lloc de la cartellera local, amb 289.000 entrades venudes, la qual cosa representava una ínfima caiguda del 20% respecte al cap de setmana anterior.
L'acumulat en 2018 va ser d'1.364.123 espectadors, convertint-se en la pel·lícula argentina més vista d'aquest any.

## Dates d'estrena en diferents països
|      |              |                        |                  |        |  |  |  |
| Any  | País         | Data                   | Distribuïdora    | Ref.   |  |  |  |
| 2018 | Argentina    | 9 d'agost de 2018      | 20th Century Fox | [ 10 ] |  |  |  |
| 2018 | Uruguai      | 9 d'agost de 2018      | Life Films       | [ 11 ] |  |  |  |
| 2018 | Paraguai     | 27 de setembre de 2018 | Life Films       | [ 12 ] |  |  |  |
| 2018 | Brasil       | 27 d'octubre de 2018   | Cineplanet       |        |  |  |  |
| 2018 | Espanya      | 31 d'octubre de 2018   | Bteam Pictures   | [ 12 ] |  |  |  |
| 2018 | Estats Units | 9 de novembre de 2018  | The Orchard      | [ 13 ] |  |  |  |
| 2019 | França       | 9 de gener de 2019     |                  |        |  |  |  |

## Premis i nominacions

### Participació en festivals de cinema
| Festival                                          | Data d'esdeveniment          | Categoria                 | Premi              | Ref.   |
| ------------------------------------------------- | ---------------------------- | ------------------------- | ------------------ | ------ |
| Festival Internacional de Cinema de Canes         | 8 al 19 de maig de 2018      | Un Certain Regard         | Nominada           | [ 2 ]  |
| Festival de Santiago                              | 19 al 26 d'agost de 2018     | Pel·lícula inaugural      | Només participació | [ 14 ] |
| Festival Internacional de Cinema de Sant Sebastià | 21 al 29 de setembre de 2018 | Secció Perlak             | Nominada           | [ 15 ] |
| Festival Internacional de Cinema de Toronto       | 6 al 16 de setembre de 2018  | World Contemporary Cinema | Només participació | [ 16 ] |

Premis Platino
| Categoria                      | Nominat         | Resultat |
| ------------------------------ | --------------- | -------- |
| Millor Interpretació Masculina | Lorenzo Ferro   | Nominat  |
| Millor Direcció de Muntatge    | Guillermo Gatti | Nominat  |
| Millor Direcció de So          | José Luis Díaz  | Nominado |

- Havana Film Festival 2018 / Millor actor per Lorenzo Ferro  - Guanyador
- Havana Film Festival 2018 / Millor pel·lícula per Luis Ortega - Nominat
- FEST International Film Festival / Premi del Jurado per Luis Ortega - Guanyador
- Premis Fénix 2018 / Millor actor per Lorenzo Ferro  - Guanyador